# جشمة بة ملة خمسير (كبغيان)
جشمة بة ملة خمسير (بالفارسية: چشمه به مله خمسیر) هي قرية تقع في إيران في قسم كبغيان الريفي. يقدر عدد سكانها بـ 44 نسمة بحسب إحصاء 2016.